# Cot Monaree
Cot Monaree är en kulle i Indonesien.   Den ligger i provinsen Aceh, i den västra delen av landet, 1 900 km nordväst om huvudstaden Jakarta. Toppen på Cot Monaree är 143 meter över havet. Cot Monaree ligger på ön Pulau We.
Terrängen runt Cot Monaree är kuperad åt sydväst, men österut är den platt. Havet är nära Cot Monaree österut. Närmaste större samhälle är Sabang, 6,6 km nordväst om Cot Monaree. 